# 西班牙鐵路運輸

西班牙铁路网（2023年）

西班牙的鐵路運輸由多家公營和民營企業運行，並且有四種軌距同時存在。2004年時期，西班牙鐵路總長度14,781 km，其中8,791km實現電氣化。西班牙的大部分鐵路路線由西班牙國家鐵路運營，窄軌鐵路由西班牙站規鐵路（FEVE） 和各地方政府運行。西班牙的第一條鐵路出現在1848年。在1850年代之後，西班牙全國的鐵路網開始形成。

## 國際鐵路
- 法國 – 轉軌 1,668毫米（5英尺5+21⁄32英寸）/1,435毫米（4英尺8+1⁄2英寸）（新型高速鐵路不需轉軌）
- 葡萄牙 – 相同軌距
- 直布羅陀 – 目前沒有鐵路
- 摩洛哥 – 不連接（有海底隧道（英语：Strait of Gibraltar crossing）計劃）

安道爾沒有鐵路。